# 무릴루 베니시우
무릴루 베니시우(Murilo Benício, 1971년 7월 13일 ~ )는 브라질의 배우이다.